# Xinetd
xinetdは、Unix系オペレーティングシステムで動作するオープンソースのスーパーサーバ型デーモンで、インターネットベースの接続性を管理する。inetdをよりセキュアに拡張したバージョンである。
xinetdはTCP WrapperのACLのようなアクセス制御機構を持ち、拡張性のあるロギング機能があり、サービス単位に提供時間を設定できる。また、システム上で同時に起動できるサーバの数を制限でき、ポートスキャンなどに対して展開可能な防御機構を備えている。
macOSの一部の実装では、このデーモンが起動して、FTPやtelnetなどを含む各種インターネット関連サービスを管理する。inetdの拡張型として、より進んだセキュリティを実現している。inetdは Mac OS X v10.3でxinetdに置き換えられ、Mac OS X v10.4でさらにlaunchdに置き換えられた。ただし、inetdは互換性を保つ目的で残されている。